# Пуговская, Ольга Александровна
О́льга Алекса́ндровна Пуговска́я (1 ноября 1942, Гремячий) — советская гребчиха, рулевая, выступала за сборную СССР по академической гребле в середине 1970-х годов. Серебряная призёрша летних Олимпийских игр в Монреале, многократная чемпионка республиканских и всесоюзных регат. На соревнованиях представляла спортивное общество «Динамо», мастер спорта международного класса.

## Биография
Родилась 1 ноября 1942 года в урочище Гремячий Оренбургской области РСФСР. Активно заниматься академической греблей начала в раннем детстве, состояла в киевском добровольном спортивном обществе «Динамо».
В 1973 году выступила на чемпионате Европы в Москве, прошедшем на гребном канале в «Крылатском» — была рулевой четырёхместного распашного экипажа и заняла в итоге четвёртое место, немного не дотянув до бронзовой медали.
Первого серьёзного успеха добилась в 1975 году, став чемпионкой СССР в распашных восьмёрках. Год спустя повторила это достижение, благодаря череде удачных выступлений попала в основной состав советской национальной сборной и удостоилась права защищать честь страны на летних Олимпийских играх в Монреале — в качестве рулевой распашного восьмиместного экипажа, куда также вошли гребчихи Ольга Гузенко, Надежда Рощина, Клавдия Коженкова, Любовь Талалаева, Ольга Колкова, Нелли Тараканова, Надежда Розгон и Елена Зубко, завоевала медаль серебряного достоинства, уступив в финале лишь команде из ГДР.
Имеет высшее образование, окончила Киевский государственный институт физической культуры. После завершения карьеры спортсменки работала тренером-преподавателем. За выдающиеся спортивные достижения удостоена почётного звания «Мастер спорта СССР международного класса». Ныне проживает в Киеве.